# آيت أمديس الجنوبية (آيت أومديس)
آيت أمديس الجنوبية هي إحدى مشيخات المملكة المغربية، تتبع جغرافيا لإقليم أزيلال وإداريًا لآيت أومديس. يقدر عدد سكانها بـ 8606 نسمة حسب الإحصاء الرسمي للسكان والسكنى لسنة 2004.